# Litieraturnoje sodrużestwo
Litieraturnoje sodrużestwo (ros. Литературное содружество) – emigracyjna rosyjska grupa literacka w II Rzeczypospolitej
Grupa działała w Warszawie w latach 1929–1935. Początkowo stanowiła sekcję literacką Związku Rosyjskich Pisarzy i Dziennikarzy w Polsce, grupując emigracyjnych poetów i prozaików mieszkających w Warszawie i okolicach. Na ich czele stał Dmitrij W. Fiłosofow. W skład grupy wchodzili m.in. Wsiewołod S. Bajkin, Władimir W. Brand, Jewgienija S. Weber-Chirjakowa, Leon Gomolicki, Solomon Bart, Siergiej I. Nalancz, Lew W. Łyszczinski-Trojekurow, Władimir F. Marcynkowski, Aleksandr M. Chirjakow, S. J. Kindiakowa, A. S. Dombrowski, W. K. Michajłow, W. S. Czichaczow, S. Bieriezowski, G. Gulanicka, S. Koncewicz, A. Ługanow, W. Prozorow. Utrzymywano kontakt z polskimi pisarzami (m.in. skamandrytami). W 1932 r. Julian Tuwim pod wpływem członków Litieraturnego sodrużestwa dokonał tłumaczenia na polski poematu pt. „Miednyj wsadnik” Aleksandra S. Puszkina. W dalszych latach zebrania grupy przybrały publiczny charakter. Odbywały się na nich autorskie czytania utworów literackich, prezentowano referaty na tematy historyczno-literackie i kulturalne, czczono ważniejsze rocznice związane z rosyjską kulturą i sztuką oraz życiem emigracji rosyjskiej.